# Wormfood
Wormfood est un groupe français de metal gothique et avant-gardiste, originaire de Rouen, en Haute-Normandie. le groupe officie depuis 2009 à Paris, en Île-de-France. Œuvrant initialement dans un registre black/death théâtral, le groupe prend un virage musical radicalement sombre et francophone en 2007.

## Historique

### Première décennie (2001–2010)
Wormfood est formé le 31 janvier 2001 par Emmanuel « El Worm » Lévy et Romain Yacono après la séparation de leurs groupes Outward Ceremony et Alienchrist. Deux ans plus tard, en 2003, le groupe publie son premier album démo Éponyme. Un an plus tard sort leur démo auto-produite Jeux d'enfants.
En 2005, Wormfood publie son premier album studio, intitulé France, au label italien Code666. Il est relativement bien accueilli par la presse spécialisée,. À la fin de 2006, Tim Zecevic (claviers) et Alexis Damien (batterie) quittent le groupe.

### Posthume(2011–2015)
Le 15 février 2010, le groupe signe au label Deadlight Entertainment pour la sortie de son nouvel album, intitulé Posthume. Prévu pour fin 2010, l'album « serait le meilleur cadeau pour ton ex-copine » d'après la presse. En juillet 2010, Wormfood annonce l'arrivée du claviériste Pierre Le Pape (Embryonic Cells, Kim's Over Silence). La même année, le groupe annonce du changement dans sa formation, et poste le clip de la chanson Les Noces sans retour,  avec la participation de Paul Bento à la sitar, sur YouTube, qui sera compris de leur album Posthume. 
En janvier 2011, l'album est publié en version téléchargeable payante. Concernant le titre de l'album El Worm déclare que : « Cet album est « Posthume », dans la mesure où il sort après une succession de bouleversements irréversibles. Il s'annonçait déjà en rupture par rapport à [l'album] France [...] et nous souhaitions rebondir en composant un album sensiblement différent, plus adulte, et qui ne se cacherait pas derrière le second degré ou la mise en scène. La vie s'est ensuite chargée du reste, puisque j'ai traversé une véritable descente aux enfers personnelle qui a donné son sujet à l'album et ses paroles. Ironiquement, ce disque sera également le dernier du groupe sous son line-up rouennais, qui ne lui a pas survécu. Un titre prémonitoire. » La pochette est réalisée par Hicham Haddaji (Strychneen Studio). En avril 2011, ils postent une reprise de la chanson Christian Woman de Type O Negative.

### L'Envers(depuis 2016)
Le 26 mars 2016, Wormfood annonce la sortie de son nouvel album intitulé L'Envers qui sort le 20 mai via Apathia Records en formats digipack A5 et en téléchargement payant. Il comprend huit chansons au total. À sa sortie, l'album est particulièrement bien accueilli par la presse spécialisée,,,.

## Membres

### Membres actuels
- Emmanuel « El Worm » Lévy (ex Carnival in Coal, Erdh) - chant, guitare
- Renaud Fauconnier (ex Borgia, Abstrusa Unde, Ketelo Tropo, Psy K Trip) - guitare (depuis 2009)
- Thomas Jacquelin (Öxxö Xööx, Lugnasad, Anus Mundi, Régiment) - batterie (depuis 2009)
- Vincent Liard (Lonah, Désert Orange) - basse (depuis 2009)
- Pierre le Pape (Embryonic Cells, Kim's Over Silence, Melted Space) - claviers (depuis 2010)

### Anciens membres
- Romain Yacono - basse (2001-2009)
- Alexis Damien (ex Carnival in Coal, Pin-Up Went Down) - batterie (2002-2006)
- Tim Zecevic (ex Carnival in Coal - claviers (2003-2006)
- Frédéric Patte-Brasseur (Despond, Ataraxie, Funeralium) - guitare (2004-2009)
- Efflam Le Maho (ex Yorblind, 7th Nemesis) - batterie (2006-2009)

### Membres occasionnels ou invités
- Axel Wursthorn (Carnival in Coal, C-Rom) - arrangements, theremine (studio) (Posthume)
- Paul Bento (Carnivore, Type O Negative) - sitar, tanpura (sur Les Noces sans Retour, Troubles Alimentaires)
- Mathilde Dambricourt - percussions (sur EWB28IF)
- Céline Zanaroli - violon (sur Les Noces sans retour)
- Arno Strobl (Carnival in Coal, Kroak, Maladaptive) - chant (sur Daguerréotype, Femme chrétienne (Christian Woman))
- François Corbier - chant, guitare sur Comptine (France)
- Arnaud Legrand - violon sur Daguerréotype, Miroir de Chair, Femme chrétienne (Christian Woman)
- Asphodel (Nowonmaï, Penumbra, Pin-Up Went Down, öOoOoOoOoOo) - chant sur Miroir de chair, Veni Sancte Spiritus, Femme chrétienne (Christian Woman)
- Eric Folschweiler (Folschweiler Trio) - guitare, glissentar (sur Miroir de chair)
- SAS Guy de Michelin et LAB (Abitbollus) - chœurs (sur TEGBM)
- Valnoir (Sect Metastazis) - chœurs (sur Death Equals to Nothing)

## Discographie

### Albums studio
- 2003 : Éponyme
- 2005 : France
- 2011 : Posthume
- 2012 : Décade(nt)
- 2016 : L'Envers'

### Autres
- 2001 : Demo (démo)
- 2004 : Jeux d'enfants (démo)
- 2006 : Blast Fest (live)
- 2006 : Lustour Angel (compilation)
- 2009 : Postghost Parties (compilation)
- 2010 : Combat Nasal vol.1 (compilation téléchargeable)